# Takechi Zuizan

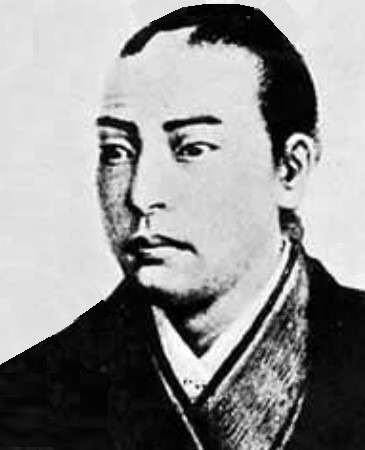
Takechi Zuizan

Takechi Zuizan (japanisch 武市 瑞山; geboren 24. Oktober 1829 in Kōchi (Provinz Tosa); gestorben 3. Juli 1865 in der Provinz Tosa) war ein japanischer Schwertkämpfer der Domäne Tosa am Ende der Edo-Zeit. Er ist allgemein bekannt als auch als Takechi Hampeita.

## Leben und Wirken
Takechi Zuizan war der älteste Sohn von Takechi Masatsune (武市 正恒), einem Gefolgsmann  der Tosa-Domäne. Er widmete sich früh dem Fechttraining und liebte Japanstudien und Kalligrafie. 1850 zog er in den Stadtteil Shinmachi von Kōchi und 1854 eröffneten mit seinem Onkel Shimamura Masakoto (島村 雅事; 1821–1885) ein Fecht-Kendō-Studio. Er unternahm Rundreisen, um Kendō im östlichen Teil der Domäne zu unterrichten. Er ging für drei Jahre nach Edo und wurde ein Schüler von Momoi Shunzō (桃井 春蔵; 1825–1885), der eine Fechtschule leitete. Nach der Rückkehr in seine Heimatstadt widmete er sich der Leitung des Dōjōs.
Als sich die politische Lage mit der Ansei-Säuberung (1859) und dem Sakuradamon-Zwischenfall (1860) zu ändern begann, erhielt Takechi vom Klan die Erlaubnis, die Schwertkunst zu lehren. Er reiste mit zwei Schülern durch die Region Kitakyūshū, um die Situation zu erkunden. 1861 ging er erneut nach Edo, um sich in den literarischen und militärischen Künsten ausbilden zu lassen. Ōishi Yatarō (大石 弥太郎; 1829–1916), der aus derselben Stadt stammte, stellte Freiwillige aus den Kaiseranhänger-Domänen zusammen und beschloss, sich mit ihnen auszutauschen und die pro-imperiale Fraktion der Tosa-Domäne zusammenzubringen. In Edo bildete Takeda  ein Bündnis mit Shimamura Eikichi (島村 衛吉; 1834–1865), Ike Kurata (池 内蔵太; 1841–1866) und Kōno Togama (河野 敏鎌), kehrte im selben Jahr in seine  Heimat zurück, wo er mehr als 200 Kameraden, darunter Sakamoto Ryōma und Nakaoka Shintarō, zusammenbrachte, mit denen er die Partei „Tosa Kinnō-tō“ (土佐勤王党) gründete.
Zu dieser Zeit leitete Yoshida Tōyō (1816–1862) als Mitglied der Domänenleitung, dem der Daimyō und 15. Fürst der Tosa-Domäne Yamauchi Dōdō (山内 容堂; 1827–1872) vertraute, eine Verwaltungsreform. Daneben war Yoshida für ein Zusammengehen von Imperialisten und dem Bakufu, dem „Kōbu gattai“ (公武合体). Yamauchi aber war für die imperialistische Seite, und auch führenden Mitglieder waren mit Yoshidas Domänenreformen unzufrieden und ermordeten Yoshida 1862. Yamauchi zog mit seinen Gleichgesinnten in Kyōto ein. Er wurde stellvertretender kaiserlicher Gesandter, der sich für die Vertreibung von Ausländern (攘夷督促, Jōi tokusoku) einsetzte. Währenddessen begleitete Takechi Anegakōji Kimmoto (姉小路 公知; 1840–1863) unter dem Namen Yanagawa Samon (柳川左門) nach Edo.
Ungefähr zu dieser Zeit waren Yoshida und die Kaisertreuen noch auf ihrem Höhepunkt. Im April 1865 kehrte Takechi auf Befehl des Klans nach Tosa zurück.  Ungefähr zu dieser Zeit begann die Tosa-Domäne sich an das Bakukufu wieder anzupassen. Im Mai 1865 wurde Takechi festgenommen und befohlen, Seppuku zu begehen.